# Austramathes purpurea
Austramathes purpurea är en fjärilsart som beskrevs av Butler 1879. Austramathes purpurea ingår i släktet Austramathes och familjen nattflyn. Inga underarter finns listade i Catalogue of Life.